# Station Rząsawa
Station Rząsawa is een spoorwegstation in de Poolse plaats Kościelec.